# BI-644
La BI-644 est une autoroute urbaine de 4,5 kilomètres environ qui relie l'A-8 (Santurtzi) au Port de Bilbao au nord-ouest de l'agglomération.
Elle permet d'accéder directement au port sans traverser la ville.
De plus, c'est une autovía assez fréquentée surtout l'été, notamment par les véhicules à destination de l'Angleterre. En effet, un ferry assure la liaison en partance de Bilbao et à destination de Portsmouth (Angleterre).
D'autre part, le développement économique de Bilbao a explosé et ses échanges avec les plus grandes villes du monde aussi. Il est prévu de réaliser une extension sur la mer du Port de Bilbao pour pouvoir accueillir les plus grands porte-conteneurs.

## Tracé
- Elle se détache de l'A-8 au sud de Santurtzi pour ensuite se terminer à l'entrée du port.

## Sorties
| Numéro de la sortie | Nom de la sortie                                                  | Bifurcation |
| ------------------- | ----------------------------------------------------------------- | ----------- |
|                     | Santander - Gijón - Oviedo Bilbao Irun - Vitoria-Gasteiz - Madrid | A-8         |
| 01                  | Santurtzi - El Puerto                                             | N-639       |
|                     | Ferry Portsmouth                                                  |             |
|                     | Port de Bilbao Seulement pour les autorisées                      |             |